# Jaroslav Rotbauer
Jaroslav Rotbauer (18. srpna 1929 Praha – 8. prosince 2015 Praha) byl český grafik, typograf, ilustrátor, známý svou prací v dřevorytu, grafických technikách a malbě. Jeho práce, zejména v oblasti dřevorytu, jej zařadily mezi 100 nejvlivnější dřevorytců 20. století, jak je uvedeno v knize An Engraver´s Globe od Simona Bretta. Rotbauer byl součástí poválečné východoevropské avantgardy a jeho styl se vyznačoval průnikem industriální abstrakce a existenciální exprese.

## Život
Narodil se v roce 1929 jako druhé dítě truhláře v jedné z pražských čtvrtí poblíž vojenského letiště Kbely. Již v dětství snil o tom, že se stane leteckým mechanikem a později pilotem, ale po několika leteckých nehodách, které osobně viděl během druhé světové války, se spokojil s kariérou leteckého mechanika. Německá okupace však odhalila jeho talent pro kresbu, což předurčilo jeho uměleckou dráhu. Jak sám později s nadsázkou vzpomínal:
| „ | Udělali ze mě grafika. | “ |

Po válce nastoupil na Státní grafickou školu v Praze, kde studoval od roku 1943 do 1948. Po komunistickém převratu mu bylo znemožněno studium dokončit a pokračovat na Akademii výtvarných umění kvůli jeho politickým postojům. Důvodem bylo jeho prohlášení, že ministra zahraničí Jana Masaryka z okna vyhodili komunisté. Několik let poté pracoval v dělnických profesích, včetně těžby uhlí a práce v hutích, a postupně se vracel k umělecké tvorbě.

Na otázku, kdo vlastně je, nebo na to, aby popsal svůj umělecký styl, často odpovídal:
| „ | Jsem jen prostý dělník na poli umění. | “ |

## Umělecká tvorba
Jaroslav Rotbauer získal pověst mistra grafických technik, mezi něž patřily nejen dřevoryt, ale také rytina, akvatinta, suchá jehla, lept, mezzotinta či litografie. Svá složitá, často vícebarevná díla vytvářel a tiskl ve svém vlastním ateliéru v centru Prahy. Díky svému talentu byl nakonec přijat do Svazu výtvarných umělců, což mu umožnilo získávat zakázky v oblasti užité grafiky. Kromě toho se intenzivně věnoval dřevorytům, malbě a psaní deníků. Jeho umělecká dráha byla charakterizována neustálým hledáním a experimentováním, což souviselo s jeho filozofickým přístupem k životu.
V roce 1960 se stal jediným dřevorytcem z bývalého Československa, který byl přijat do prestižní mezinárodní společnosti XYLON se sídlem ve švýcarském Curychu, což bylo velkým uznáním jeho práce. Jeho díla byla vystavována na více než stovce mezinárodních výstav, od Winterthuru ve Švýcarsku až po Sapporo v Japonsku. Kromě volné grafiky se věnoval i komerční grafice a typografii. Mezi jeho známé zakázky patřily diplomy pro tuneláře při výstavbě pražského metra a zakázky pro státní agentury. Mezi jeho dosud nevystavenými ilustracemi jsou práce inspirované texty Bohumila Hrabala a Edgara Allana Poea.

## Ateliéry
Rotbauerovy ateliéry se nacházely na různých místech Prahy, která odrážela jeho životní cestu. První pracovní prostor měl na půdě rodného domu v prosecké Kolonce. Další ateliér si zřídil v přízemí se vchodem z ulice Na Žertvách v Libni. Později měl ateliér v přízemí domu na Žižkově, s výhledem do dvora. Poté měl ateliér v přízemí činžovního domu v Lidické ulici na Smíchově, kde si vybudoval dvoupatrový prostor. Nejvýznamnější ateliér měl však v podkroví v Nekázance, odkud měl výhled na panorama Prahy. Po ztrátě svého ateliéru v Nekázance v důsledku restitucí se Rotbauer ocitl v těžké situaci. Musel se přestěhovat do bytu 1+1 na Jižním Městě, který přeměnil na provizorní pracovní prostor. V tomto malém bytě sklápěl postel, aby mohl malovat, a tiskl na kuchyňské lince. Každý kout zaplnil materiálem – od pláten a barev po grafické desky a nářadí. I přes omezené podmínky se nevzdal tvorby, ačkoliv se cítil jako cizinec ve vlastním prostoru. V nouzi tvořil i na záchodě, kde leptal desky ve fotomiskách. Navzdory všem překážkám pokračoval ve své umělecké cestě.

## Styl a vliv
Jeho umělecký styl je poznamenán silným individualismem, z nějž vyzařovala jeho osobní, až existenciální reflexe doby, ve které žil. Jeho tvorba byla ovlivněna poválečnou průmyslovou estetikou a intelektuálním prostředím poválečné Prahy. Rotbauer čerpal inspiraci z každodenního života a filozofických úvah, což jej vedlo k vytvoření osobitého výtvarného jazyka. Rotbauer byl známý svou uzavřenou povahou a filozofickým nadhledem. Prezentaci své práce považoval za ‚‚druhořadou záležitost‘‘ a často odpovídal:
| „ | Nechte to na mně, až tady nebudu. | “ |

## Revolver Revue
Rotbauerova díla byla poprvé širší veřejnosti představena v roce 1994 prostřednictvím časopisu Revolver Revue. Časopis se od té doby věnoval nejen jeho výtvarné činnosti, ale i jeho literárním a archivním materiálům. V čísle 27/1994 byly představeny jeho grafiky z let 1948–1951 a rozhovor s Janem Placákem o jeho pracích a přátelích ze Státní grafické školy. V čísle 29/1995 byla publikována jeho vzpomínka na Vladimíra Boudníka, popis jejich výletu na Slovensko z roku 1951 a dopisy Jaroslava Dočekala doprovázené reprodukcemi jeho děl. V roce 2012 mu byla věnována rubrika Ateliéry (RR č. 73/2012), kde vzpomínal na poválečnou éru školy a osobnosti jako Vladimír Boudník, Hanes Reegen, Zdeněk Bouše, Josef Krauer či Bohumil Hrabal. Do jubilejního čísla 100 přispěl výběrem ze svých novějších děl spolu s komentářem k jejich výběru.

## Odkaz v kultuře
Jaroslav Rotbauer zemřel v roce 2015 ve věku 86 let jako poslední z „Boudníkova okruhu“ Boudník, Bouše, Reegen, Dočekal. Význam jeho práce a odkaz byly připomínány zejména díky Revolver Revue a Galerii Ztichlá klika, které sehrály klíčovou roli při uchovávání a zviditelňování jeho tvorby. I když jeho práce během života zůstaly relativně neznámé a v Československu nikdy nebyl plně uznán, dnes získává zaslouženou pozornost. Díky pečlivému uchování a digitalizaci jeho rozsáhlé sbírky grafických děl, olejomaleb, pastelů a kreseb jsou jeho díla dnes dostupná nejen na internetu, ale i prostřednictvím výstav a archivů, což přispívá k jeho trvalému odkazu v českém i mezinárodním výtvarném umění.